# Jim Montgomery
James Paul Montgomery (Madison, 2 de enero de 1955), más conocido como Jim Montgomery, es un nadador estadounidense retirado especializado en pruebas de estilo libre, donde consiguió ser campeón olímpico en 1976 en los 100 metros.

## Carrera deportiva
En los Juegos Olímpicos de Montreal 1976 ganó la medalla de oro en los 100 metros, consiguiente además batir el récord del mundo con 49.99 segundos, y la de bronce en los 200 metros libre, con un tiempo de 1:50.58 segundos; en cuanto a las pruebas por equipo ganó dos medallas de oro: en 4x200 metros —por delante de la Unión Soviética y Reino Unido— y en 4x100 metros estilos, por delante de Canadá y Alemania Occidental.

## Palmarés internacional
| Juegos Olímpicos               | Juegos Olímpicos      | Juegos Olímpicos  | Juegos Olímpicos |
| Año                            | Lugar                 | Medalla           | Prueba           |
| ------------------------------ | --------------------- | ----------------- | ---------------- |
| 1976                           | Montreal (Canadá)     | Medalla de oro    | 100 m libres     |
| 1976                           | Montreal (Canadá)     | Medalla de bronce | 200 m libres     |
| 1976                           | Montreal (Canadá)     | Medalla de oro    | 4x200 m libres   |
| 1976                           | Montreal (Canadá)     | Medalla de oro    | 4x100 m estilos  |
| Campeonato Mundial de Natación |                       |                   |                  |
| 1973                           | Belgrado (Yugoslavia) | Medalla de oro    | 100 m libres     |
| 1973                           | Belgrado (Yugoslavia) | Medalla de oro    | 200 m libres     |
| 1973                           | Belgrado (Yugoslavia) | Medalla de oro    | 4x200 m libres   |
| 1973                           | Belgrado (Yugoslavia) | Medalla de oro    | 4x100 m libres   |
| 1973                           | Belgrado (Yugoslavia) | Medalla de oro    | 4x100 m estilos  |
| 1975                           | Cali (Colombia)       | Medalla de oro    | 4x100 m estilos  |
| 1975                           | Cali (Colombia)       | Medalla de bronce | 100 m libres     |
| 1978                           | Berlín (Alemania)     | Medalla de oro    | 4x100 m libres   |
| 1978                           | Berlín (Alemania)     | Medalla de oro    | 4x200 m libres   |
| 1978                           | Berlín (Alemania)     | Medalla de plata  | 100 m libres     |